# Glen Canyon National Recreation Area

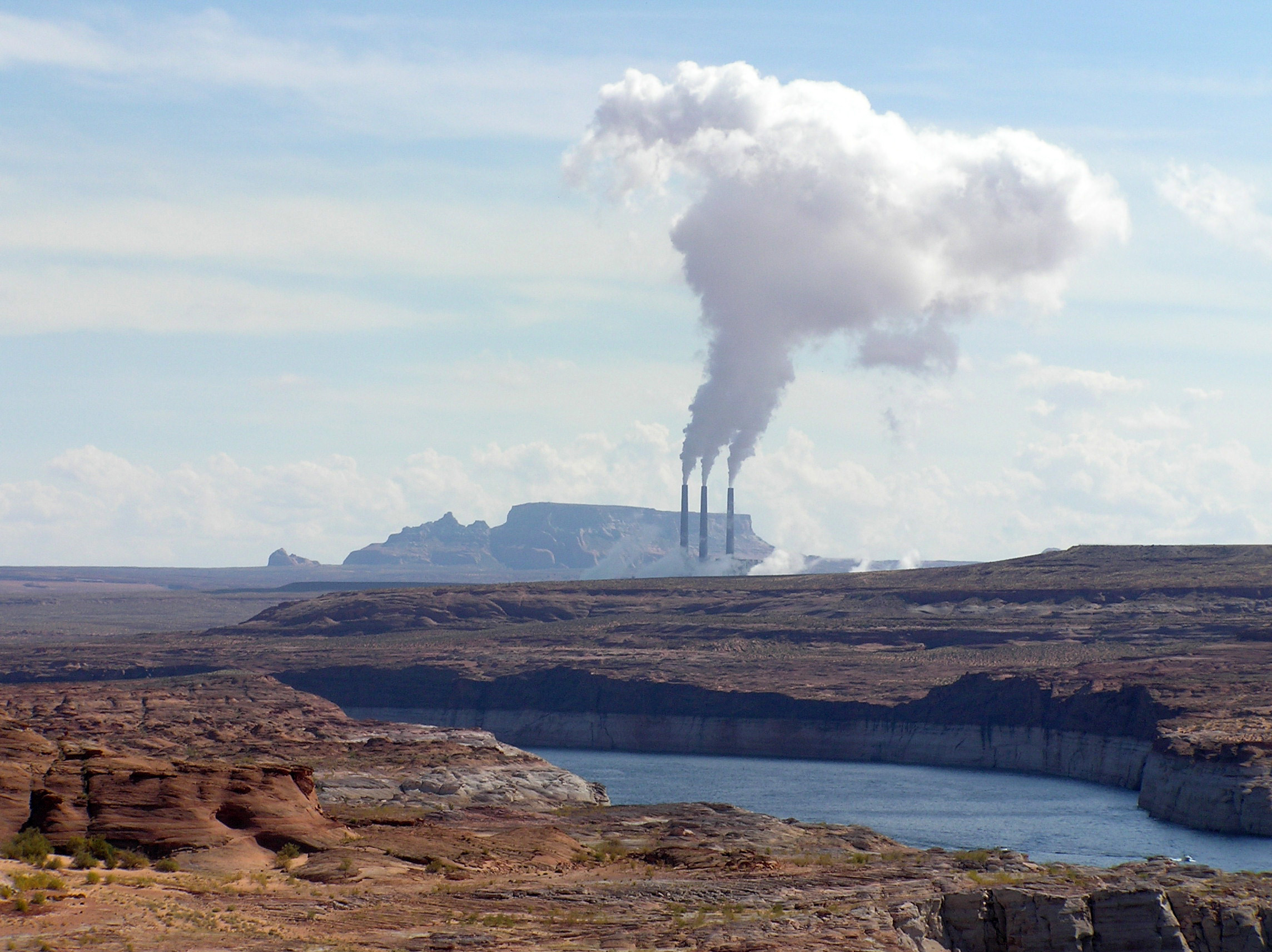
Blick über das Colorado-Plateau im Bereich der Glen Canyon NRA mit einem kleinen Abschnitt des im Glen Canyon aufgestauten Lake Powell im unteren Teil des Bildes. Weiter im Bildhintergrund die Schornsteine des Navajo-Kohlekraftwerks, dahinter der Tafelberg LeChee Rock.

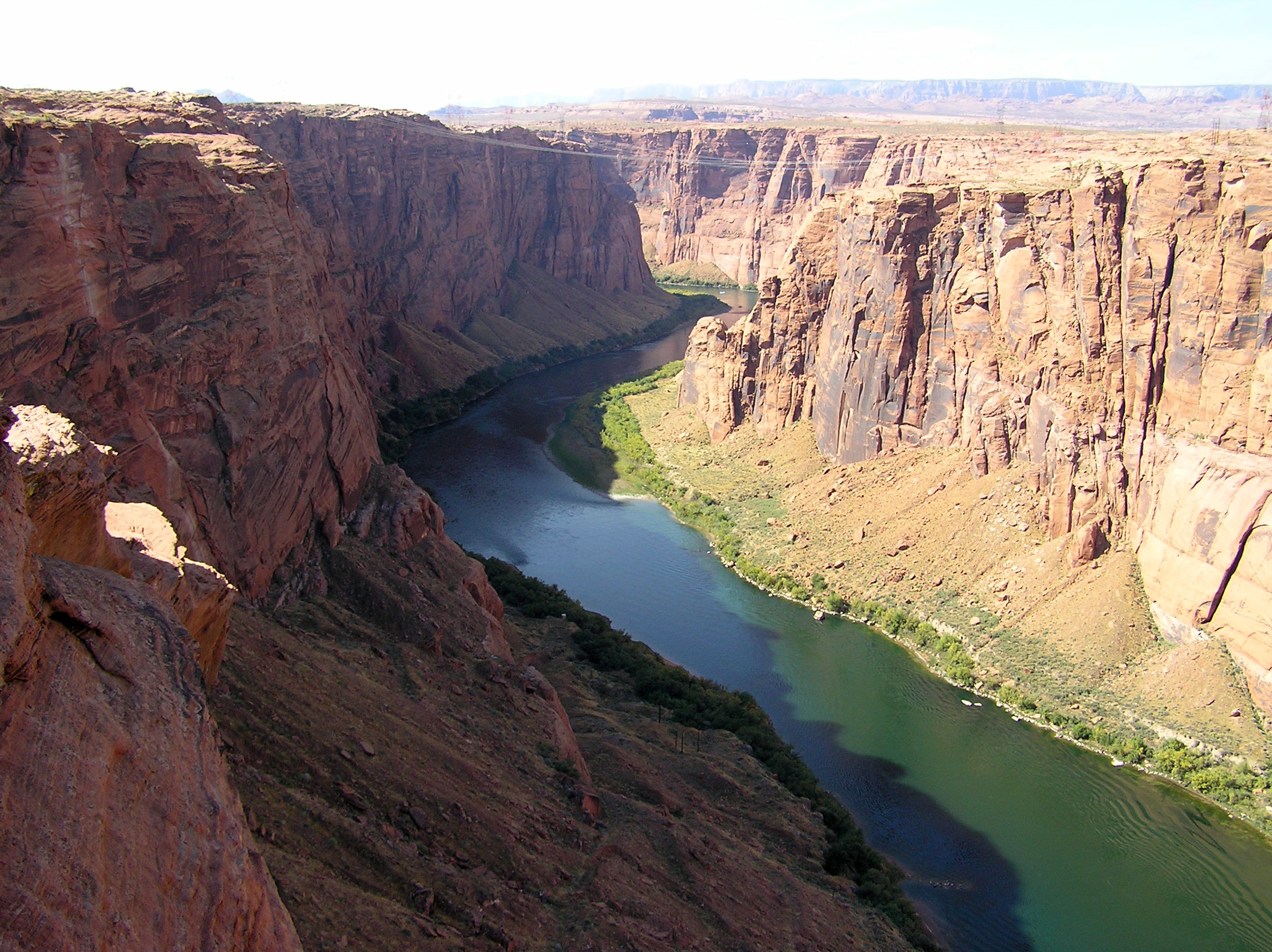
Blick in den Glen Canyon kurz unterhalb der Staumauer von Lake Powell

Die Glen Canyon National Recreation Area umfasst ein 5076 km² großes Gebiet um den Lake Powell in den US-Bundesstaaten Utah und Arizona. Der größte Teil um den Lake Powell ist aber Wüste. 
Das 1972 eingerichtete Schutzgebiet von nationaler Bedeutung hat rund zwei Mio. Besucher jährlich. Im Glen Canyon NRA gibt es vier Campingplätze, fünf Marinas und zwei kleine Flughäfen. Das südwestliche Ende des Glen Canyon NRA kann über den U.S. Highway 89 und durch die Arizona State Route 98, das nordöstliche Ende über die Utah State Route 276 oder die Utah State Route 95 erreicht werden.